# Fernando Álvarez de Toledo y Mendoza
Fernando Álvarez de Toledo y Mendoza (Alba de Tormes, 5 de agosto de 1595-7 de octubre de 1667) fue un noble español, VI duque de Alba de Tormes.

## Biografía
Fernando Álvarez de Toledo y Mendoza fue el primogénito de los tres hijos del matrimonio entre Antonio Álvarez de Toledo y Beaumont, V duque de Alba de Tormes y de su esposa Mencía de Mendoza Enríquez de Cabrera, hija del V duque del Infantado.
Casó en primeras nupcias en Madrid, el 9 de febrero de 1612, con Antonia Enríquez de Ribera Portocarrero, hija del marqués de Villanueva del Río, quien poco después heredó el título como IV marquesa de Villanueva del Río,  falleciendo en Alba de Tormes el 23 de noviembre de 1623. Por este matrimonio los Álvarez de Toledo heredaron la casa sevillana de los citados marqueses, el Palacio de las Dueñas, destinado a adquirir una gran importancia en el futuro familiar. 
Casó nuevamente en aquella ciudad, el 22 de julio de 1632, con Catalina Pimentel y Ponce de León, de los IX conde de Benavente.
Si bien el VI duque no tuvo una participación primaria en el escenario político de la España de su tiempo, fue sí mecenas de escritores como sus antepasados, encontrándose Calderón de la Barca entre sus cortesanos.
Le sucedió en sus títulos su hijo único Antonio Álvarez de Toledo y Enríquez de Ribera.

## Títulos nobiliarios
- VI duque de Alba de Tormes
- IV duque de Huéscar
- VII condado de Lerín condestable de Navarra
- IX marqués de Coria
- VI conde de Salvatierra de Tormes
- V conde de Piedrahíta
- X señor de Valdecorneja

## Filmografía

### Televisión
| Año  | Serie       | Director   | Intérprete     |
| ---- | ----------- | ---------- | -------------- |
| 2012 | Águila Roja | Marc Vigil | Álvaro de Luna |

| Predecesor: Diego Medina y Vicentelo | Hermano Mayor de la Soledad de San Lorenzo 1647-1651 | Sucesor: Pedro de Caballero de Illescas |

- Datos: Q5860563